# Адельгейда Бургундська
Адельге́йда Бургу́ндська (нім. Adelheid von Burgund), або Аделаї́да Бургу́ндська (італ. Adelaide di Borgogna; 931 — 16 грудня 999) — імператриця Священної Римської імперії. Королева Італії (962—999), королева Східної Франкії (951—961). Дружина Оттона І, засновника і першого імператора Священної Римської імперії (з 951). До цього була дружиною італійського короля Лотаря II. Регент імперії (991—995). Представниця Старшого Вельфського дому. Народилася в Орбе, Бургундія. Донька бургундського короля Рудольфа II. Померла в Ельзасі. Матір імператора Оттона II.

## Канонізація
Вшановується як свята у католицькій церкві. Канонізована 1097 року папою Урбаном II. День пам'яті — 16 грудня. В інконописі зображується королевою, що роздає їжу біднякам. Вважається патроном дружин, наречених, родин, вдів тощо.
Проте, оскільки вона жила до розколу, то вона цілком може бути канонізована і в Православній Церкві.

## Родина
1-й чоловік (з 947): Лотар II, король Італії.
2-й чоловік (з 951): Оттон I, король Східної Франкії, імператор Священної Римської імперії.
Діти:
- Оттон II (955—983) — імператор Священної Римської імперії (973—983).